# Sucha Góra (Słowacja)

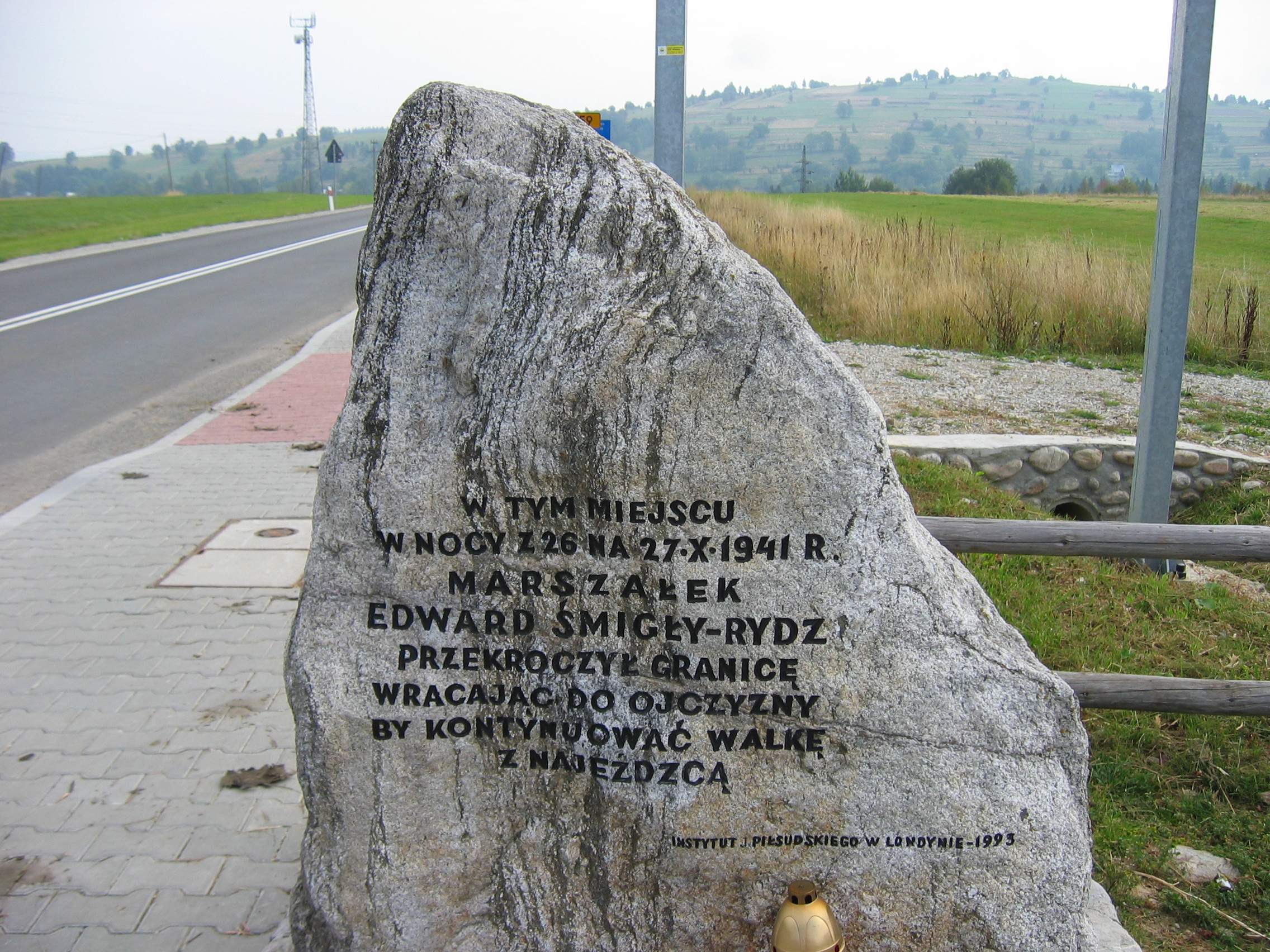
Głaz upamiętniający miejsce przekroczenia granicy przez marszałka Edwarda Rydza-Śmigłego 27 października 1941 r. w Suchej Górze

Sucha Góra, również Sucha Góra Orawska (słow. Suchá Hora, węg. Szuchahora) – wieś i gmina (obec) na Słowacji, w kraju żylińskim, w powiecie Twardoszyn, na granicy polsko-słowackiej. Sąsiaduje z podhalańskim Chochołowem.

## Położenie
Miejscowość położona jest na wysokości około 800 m n.p.m. na granicy Orawicko-Witowskich Wierchów i Kotliny Orawskiej, nad potokiem Tvorkov. Przebiega przez nią droga krajowa nr 520 od granicy polsko-słowackiej do Trzciany.

## Historia
Pierwsza pisemna wzmianka o miejscowości pochodzi z 1566 roku.
Do końca I wojny światowej wieś należała do Węgier. Po I wojnie światowej, Sucha Góra jako zamieszkana wyłącznie przez ludność polską, 5 listopada 1918 została przyłączona do Polski. 28 listopada 1918 dekretem Tymczasowego Naczelnika Państwa Józefa Piłsudskiego, przyjętym przez rząd ludowy Jędrzeja Moraczewskiego zarządzone zostały tu wybory powszechne do Sejmu Ustawodawczego na dzień 26 stycznia 1919. Przynależność do Polski potwierdziło 31 grudnia 1918 polsko-czechosłowackie porozumienie zawarte w Chyżnem wyznaczające przebieg tymczasowej granicy wprost od Babiej Góry do Tatr. Jednakże 13 stycznia 1919 na skutek sfingowanego rozkazu naczelnego wodza Sił Sprzymierzonych gen. Ferdynanda Focha, Wojsko Polskie otrzymało nakaz wycofania się z tego terenu i w jego miejsce wkroczyło wojsko czechosłowackie. 27 września 1919 Rada Ambasadorów zapowiedziało przeprowadzenie tu plebiscytu, i wiosną 1920 roku teren plebiscytowy (całość Górnej Orawy) znalazł się pod kontrolą Międzysojuszniczej Komisji Rządzącej i Plebiscytowej, ale do plebiscytu nie doszło. Decyzją Rady Ambasadorów z 28 lipca 1920 Sucha Góra powróciła w granice państwa polskiego, ale w 1924 roku została (wraz z sąsiednią Głodówką) przekazana Czechosłowacji w wymianie za połowę większej miejscowości zamieszkanej przez ludność polską – Lipnicy Wielkiej, która decyzją Rady Ambasadorów została 28 lipca 1920 przepołowiona granicą państwową. W październiku 1938 roku ponownie powróciła do Polski, na mocy wymuszonego porozumienia. 30 czerwca 1939 wieś weszła w skład gminy Chochołów. Na początku II wojny światowej wieś została zajęta przez Słowację, a po II wojnie światowej znalazła się w granicach Czechosłowacji.

## Kultura
We wsi jest używana gwara orawska, zaliczana przez polskich językoznawców jako gwara dialektu małopolskiego języka polskiego, przez słowackich zaś jako gwara przejściowa polsko-słowacka.